# Iglesia de San Román (Toledo)
La iglesia de San Román de la ciudad de Toledo se construyó en estilo mudéjar en el siglo XIII en el lugar donde antes hubo una basílica visigótica, conforme atestiguaría la cripta hallada bajo la capilla mayor, reaprovechada quizá como mezquita y probablemente, sobre un antiguo edificio romano. Actualmente es la sede del Museo de los Concilios y de la Cultura Visigoda.

## Historia y descripción

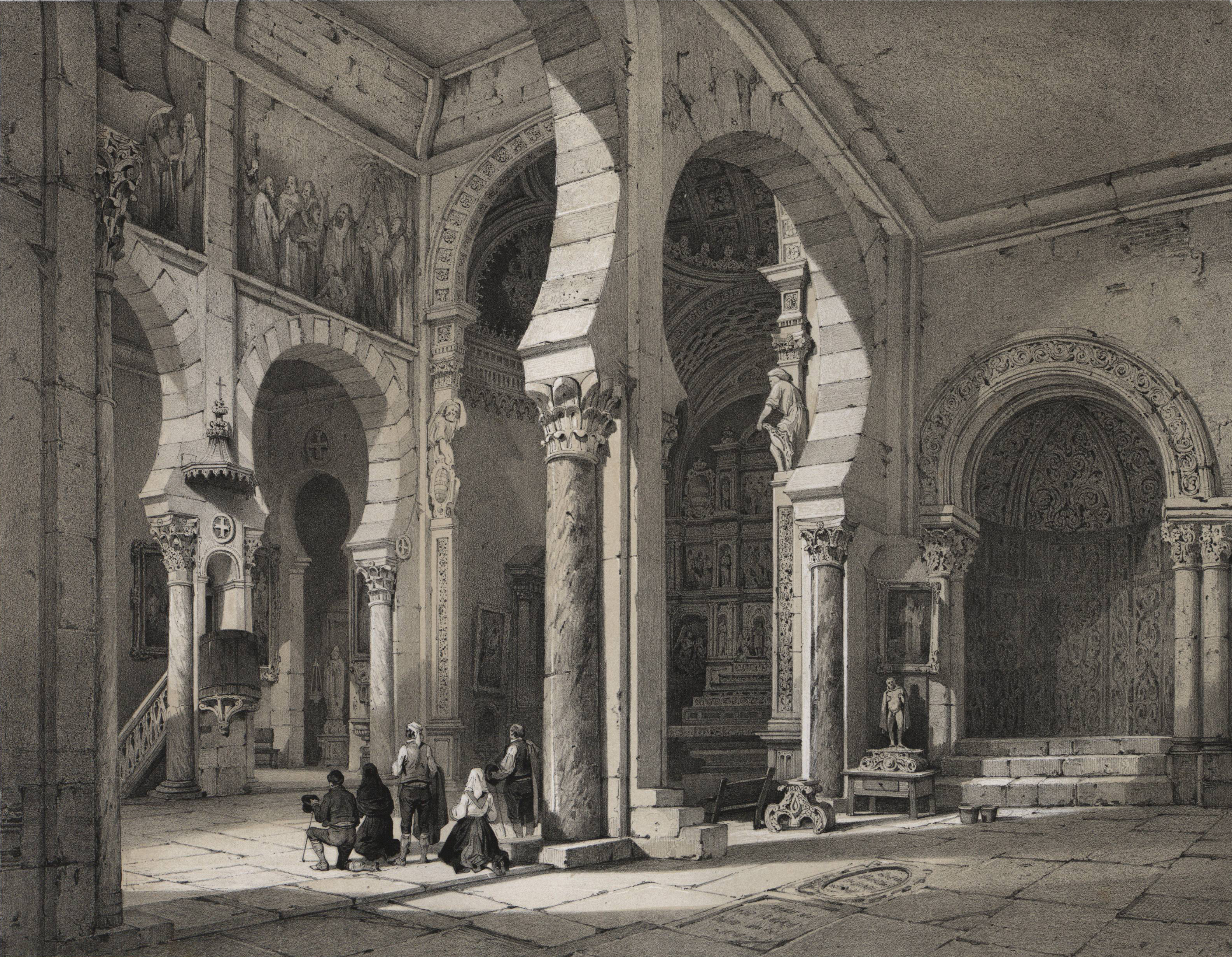
Interior de la iglesia en un grabado a partir de dibujo de Genaro Pérez de Villaamil publicado en España artística y monumental (1850)

Está situada en uno de los lugares más altos y privilegiados de la ciudad, en la segunda de las doce colinas que la forman. Se tienen noticias ya de la parroquia en el siglo XII y la iglesia sería consagrada en 1221 por el arzobispo Rodrigo Ximénez de Rada. La tradición señala que en ella se coronó rey a Alfonso VIII de Castilla el 26 de agosto de 1166 por el caballero y noble Esteban Illán.
La iglesia presenta planta basilical con tres naves, separadas por arcos de herradura con alfiz que apoyan sobre pilares con columnas visigodas y romanas adosadas con capiteles reutilizados de procedencia visigoda en algunos casos, distinguiéndose por sus hojas corintias.
A lo largo del siglo XIII se construyeron un nuevo ábside y la robusta torre (de estilo mudéjar toledano, con sus dos cuerpos superiores en doble campanario, abriéndose los vanos en grupos de dos y tres, y que serviría de modelo a otras torres toledanas).
El ciclo de pinturas murales que recubre las paredes y arcos interiores corresponde cronológicamente a una fecha cercana a la de la consagración del templo, en 1221. Se trata del conjunto de pinturas románicas más meridional de España, conservadas in situ bien que fragmentariamente, tras haber sido ocultadas bajo un revoque de cal en el siglo XVI y recuperadas en la década de 1940. La superficie pictórica perdida, principalmente la de la cabecera, impide realizar una lectura iconográfica completa del conjunto, en el que elementos decorativos típicamente mudéjares, incluyendo inscripciones en caracteres arábigos con alabanzas a la Virgen María, enmarcan motivos figurativos plenamente románicos, con influencias de la miniatura y de la tradición bizantina. Lo conservado en mejor estado se encuentra en el arco frontero que divide la nave de la Epístola de la capilla absidal: sobre el arco de herradura tres figuras antropozoomórficas sentadas ante sus escritorios representan a los evangelistas Mateo, Marcos y Lucas, completándose el tetramorfos con la figura de Juan en el muro inmediato. En este mismo muro frontero y en el intradós del arco hay figuras de santos, entre ellos Eugenio, obispo de Toledo e Isidoro de Sevilla.

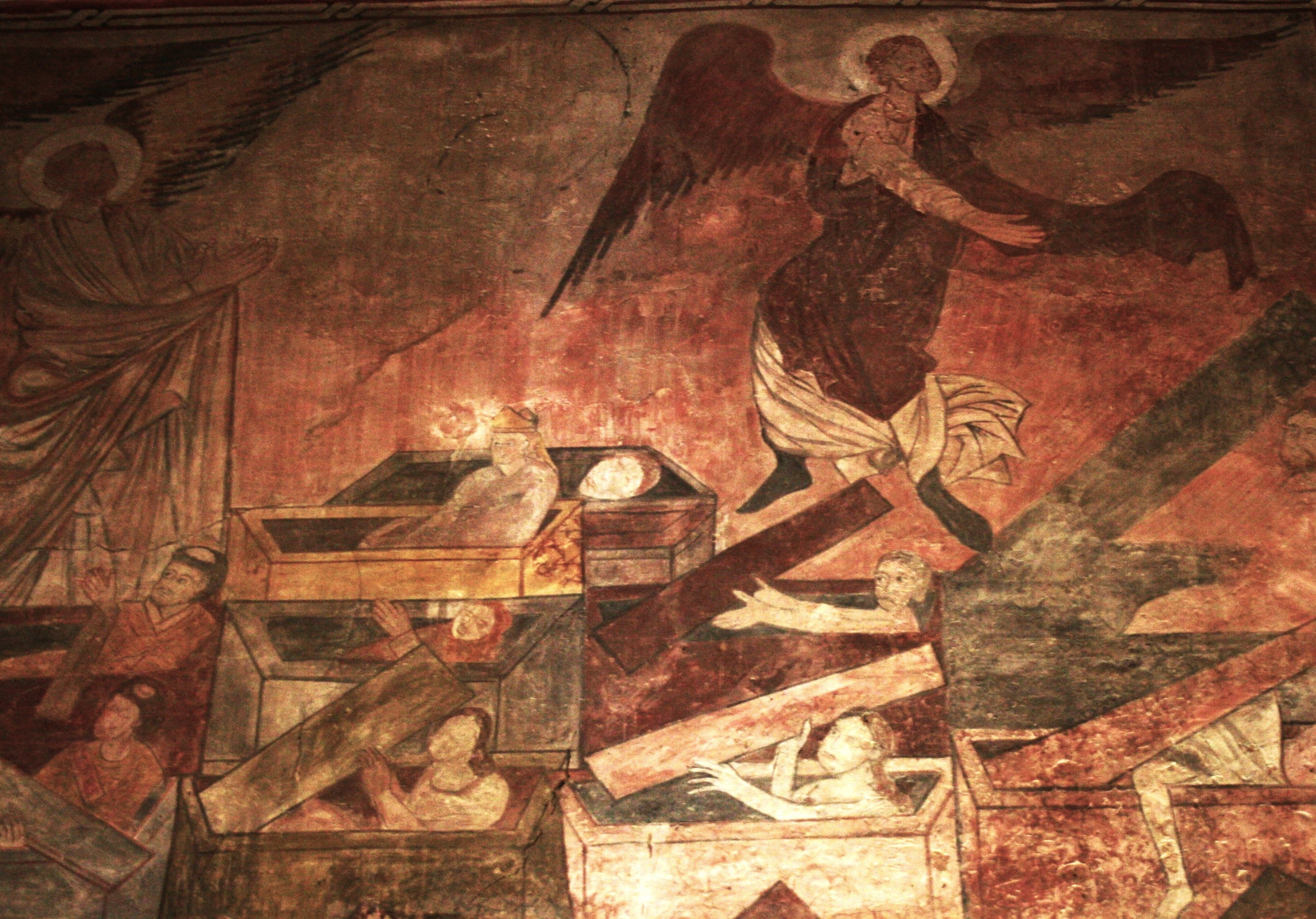
La resurrección de los muertos. Detalle de las pinturas murales de la nave meridional, hacia 1221.

El muro meridional conserva, reconocible, la citada figura del evangelista Juan y, tras un espacio completamente perdido, aparece bien conservada una representación de la Resurrección de la carne el día del Juicio Final, con ángeles trompeteros y los muertos saliendo de sus tumbas removiendo pesadas losas. En el último sector de este muro aparecen pintadas algunas figuras apenas reconocibles debido a su mal estado de conservación. En el muro occidental se abrió después de ser realizadas las pinturas un arco de herradura que destruyó parte de la superficie pintada, en la que estaría representado el Paraíso, desde la caída. A la izquierda y a los pies de la nave de la Epístola, se adivina a Eva, fragmentariamente, ante el árbol y en presencia de una imagen de Dios imberbe. A los pies de la nave central, dividido en tres registros, los profetas Isaías y Jeremías a los lados del nivel superior, en el que se abren una ventana rectangular y dos polilobuladas con profusa decoración mudéjar. Por debajo, una banda con doce figuras entronizadas, con libros en las manos, sobre un fondo arbóreo de múltiples ramas y profusa hojarasca, imágenes en las que cabría ver un apostolado protegido por el árbol del Paraíso, interpretación que se vería reforzada por las doce figuras de la banda inferior, cuyas blancas vestiduras corresponderían a las de los elegidos en la visión apocalíptica. La decoración pictórica se completa con otras figuras de santos y profetas en arcos e intradoses, un Pantocrator sobre la puerta septentrional y algún otro detalle ya de época gótica.
En el siglo XVI, Alonso de Covarrubias diseñó el ábside con cúpula plateresca de casetones en la capilla mayor.
En 1931, la iglesia fue declarada monumento histórico-artístico nacional.

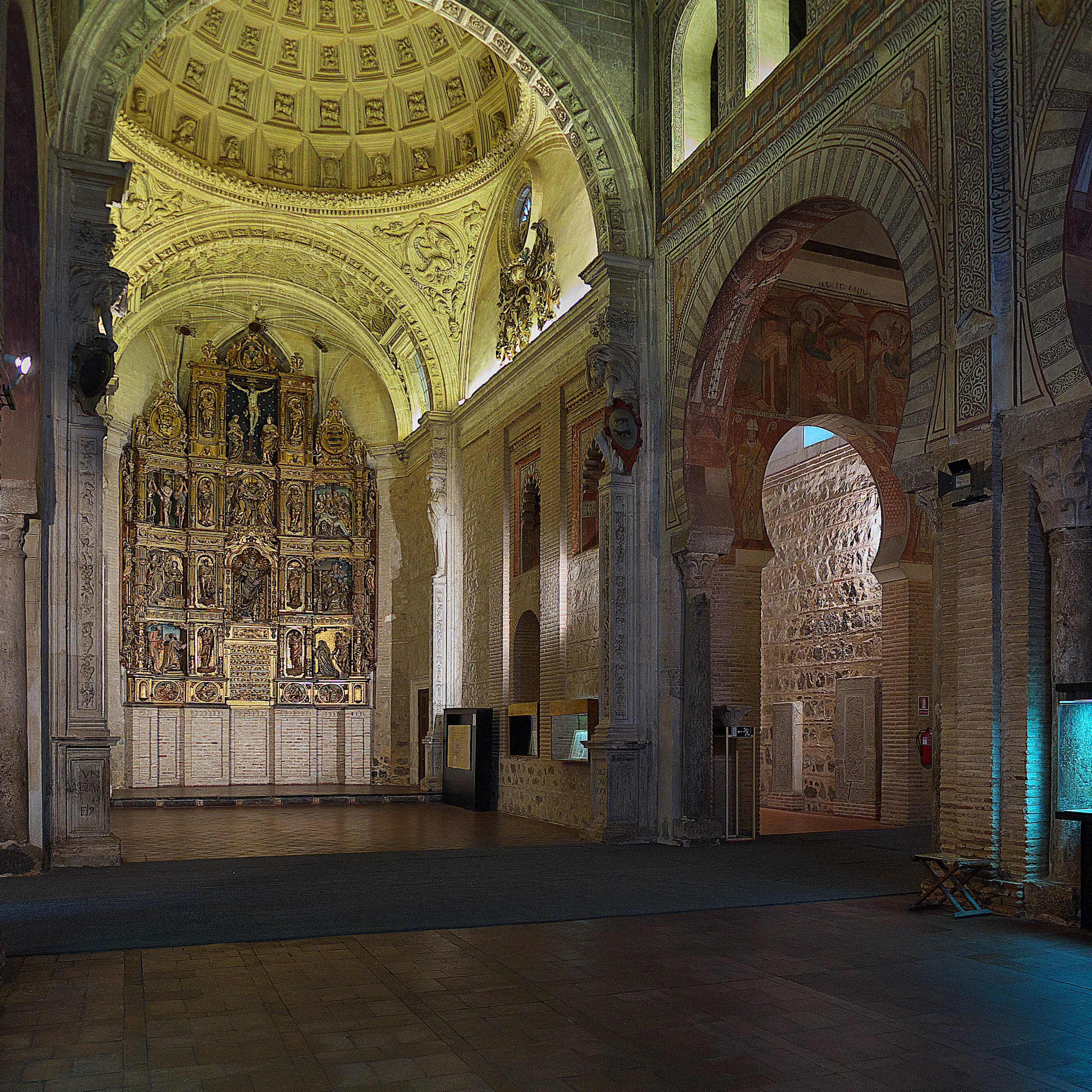
Interior, capilla mayor.
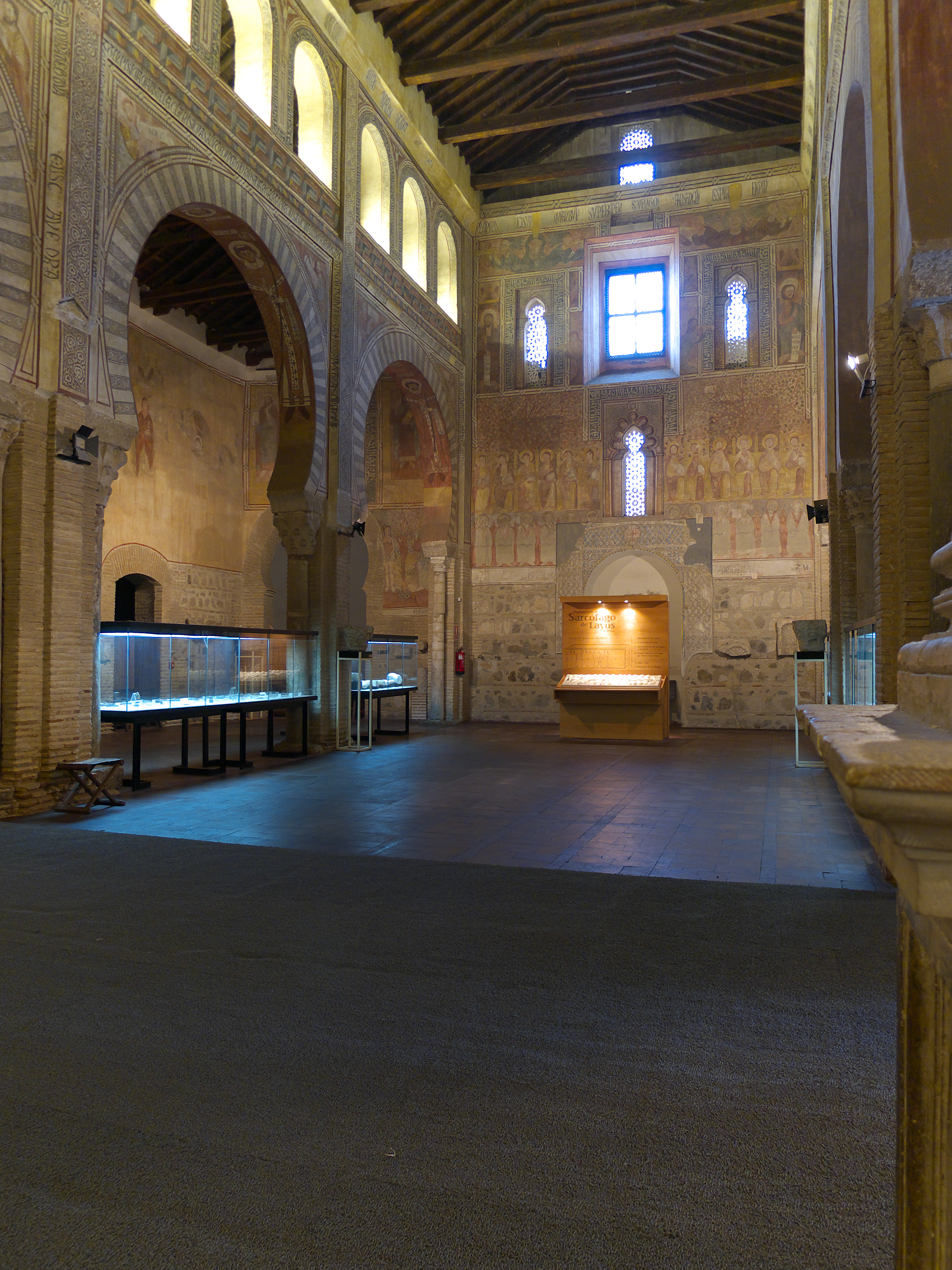
Interior, vista opuesta.
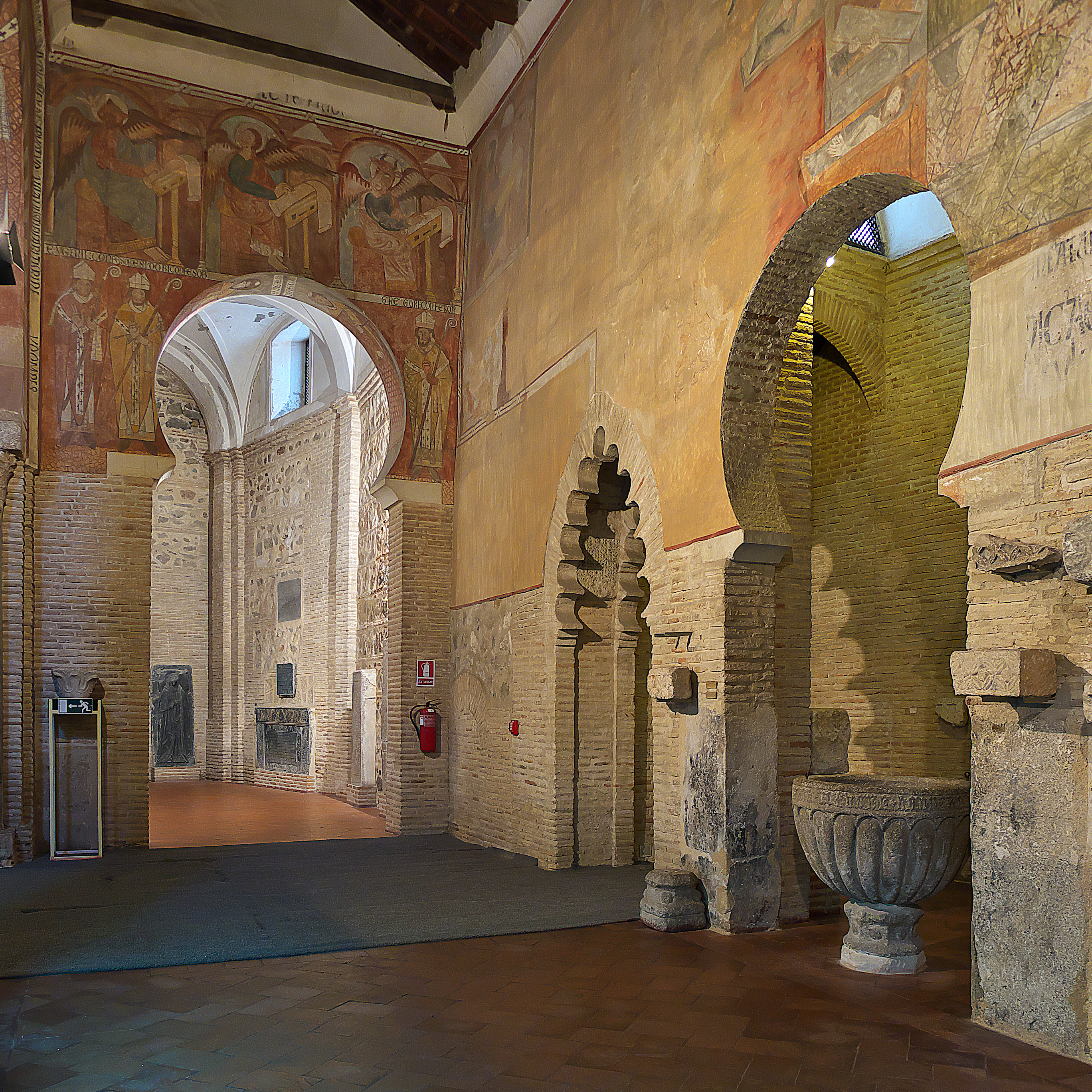
Nave de la Epístola
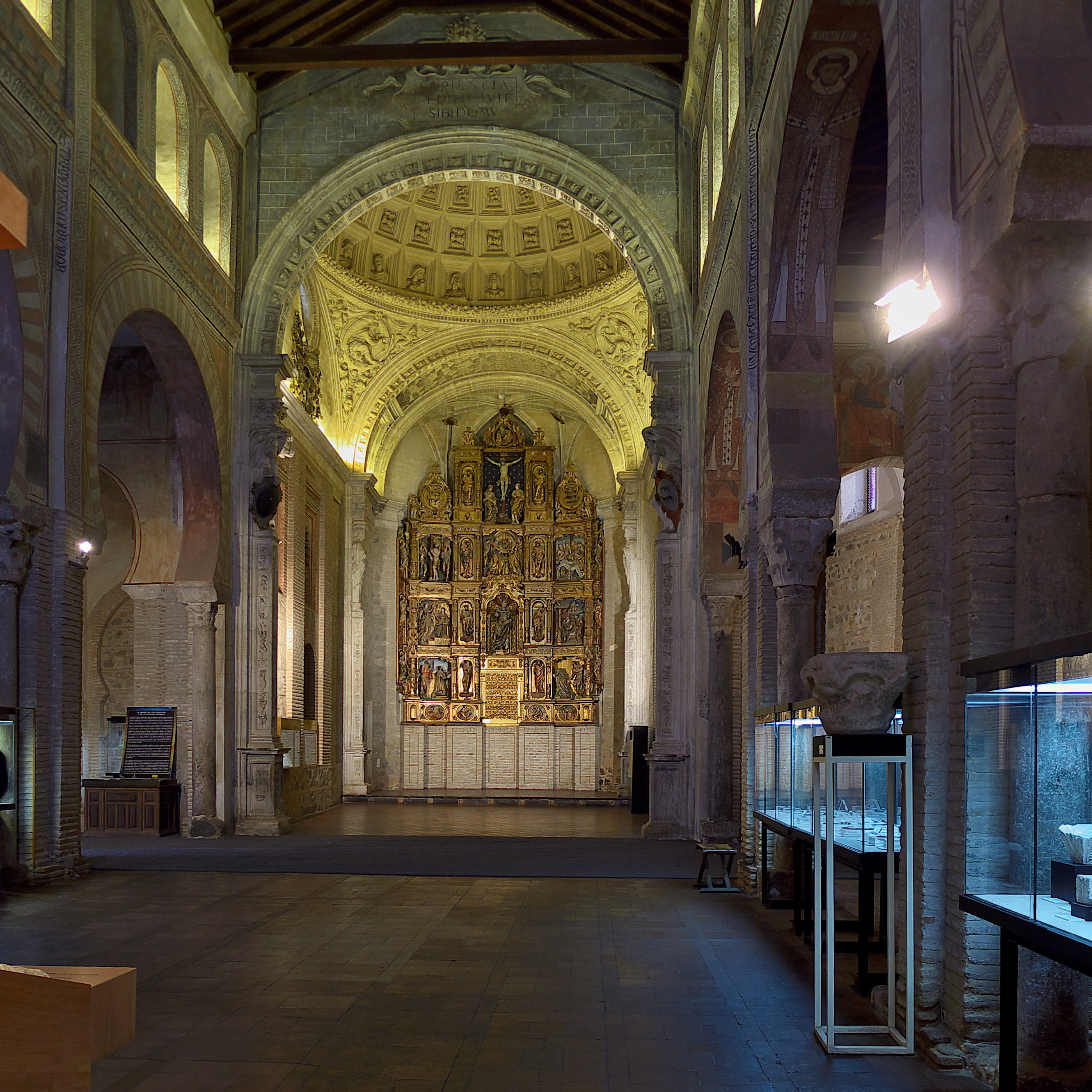
Presbiterio